# Позолочена клітка (фільм, 1916)
Позолочена клітка (англ. The Gilded Cage) — американська мелодрама режисера Харлі Кнолса 1916 року.

## У ролях
- Еліс Брейді — принцеса Оноре
- Алек Б. Френсіс — король Комус
- Герда Холмс — королева Веста
- Монтегю Лав — барон Стефано
- Артур Ешлі — капітан Кассарі
- Сідні Д'Елбрук — Ніколай
- Клара Віппл — Лезбі
- Ірвінг Каммінгс — принц Борис
- Мей Де Лесі